# Anyika Onuora
Nwanyika Jenete C. "Anyika" Onuora (* 28. Oktober 1984 in Liverpool) ist eine britische Sprinterin.

## Sportliche Laufbahn
Erste internationale Erfahrungen sammelte Anyika Onuora bei den Junioreneuropameisterschaften 2003 in Tampere, bei denen sie in 11,72 s den fünften Platz im 100-Meter-Lauf belegte und mit der britischen 4-mal-100-Meter-Staffel in 44,81 s die Silbermedaille hinter Frankreich gewann. Zwei Jahre schied sie bei den U23-Europameisterschaften in Erfurt mit 24,29 s über 200 Meter im Vorlauf aus und wurde mit der Staffel im Finale disqualifiziert. Im Jahr darauf nahm sie erstmals für England startend an den Commonwealth Games in Melbourne teil und erreichte dort über 100 Meter das Halbfinale, in dem sie mit 11,46 s ausschied. Zudem gewann sie mit der englischen Stafette in 43,43 s die Silbermedaille hinter der Mannschaft aus Jamaika. Auch bei den Europameisterschaften in Göteborg im August gewann sie in 43,51 s die Silbermedaille hinter den Russinnen. Zudem erreichte sie auch hier das Halbfinale über 100 Meter und schied dort in 11,45 s aus. Anschließend wurde sie mit der Staffel in 47,61 s Achte beim Leichtathletik-Weltcup in Athen.
2011 qualifizierte sie sich dann erstmals für die Weltmeisterschaften im südkoreanischen Daegu, bei denen sie im 200-Meter-Lauf das Halbfinale erreichte, in dem sie mit 23,08 s ausschied, und scheiterte über 100 Meter in 11,41 s bereits im Vorlauf, wie auch mit der 4-mal-100-Meter-Staffel in 43,95 s. Im Jahr darauf wurde sie bei den Europameisterschaften in Helsinki mit der Staffel im Vorlauf disqualifiziert, qualifizierte sich aber über 100 und 200 Meter für die Olympischen Spiele in London, kam aber in beiden Disziplinen nicht über die erste Runde hinaus. Auch bei den Weltmeisterschaften 2013 in Moskau kam das Aus über 200 Meter bereits in der ersten Runde, in der sie nach 23,36 s im Ziel einlief. Bei den IAAF World Relays 2014 auf den Bahamas klassierte sie sich mit der 4-mal-200-Meter-Staffel in 1:29,61 min auf dem zweiten Platz und kam in der 4-mal-100-Meter-Staffel im Vorlauf zum Einsatz. Anschließend nahm sie erneut an den Commonwealth Games im schottischen Glasgow teil, wurde dort in 22,64 s Vierte über 200 Meter. In der 4-mal-100-Meter-Staffel kam sie im Vorlauf zum Einsatz und trug somit zum Gewinn der Bronzemedaille der englischen Mannschaft bei. Auch mit der 4-mal-400-Meter-Staffel gewann sie in 3:27,24 min die Bronzemedaille hinter den Teams aus Jamaika und Nigeria. Daraufhin siegte sie bei den Europameisterschaften in Zürich in 42,21 s und wurde mit dem europäischen Mannschaft Zweite beim Leichtathletik-Continentalcup in Marrakesch.
Bei den IAAF World Relays 2015 sicherte sie sich in der 4-mal-400-Meter-Staffel in 3:26,38 min Platz drei und qualifizierte sich zudem über 400 Meter für die Weltmeisterschaften in Peking. Dort erreichte sie das Halbfinale, in dem sie mit 50,87 s ausschied. Zudem gewann sie mit der Staffel in 3:23,62 min die Bronzemedaille hinter Jamaika und den Vereinigten Staaten. Im Jahr darauf gewann sie bei den Europameisterschaften in Amsterdam im Einzelrennen über 400 Meter in 51,47 s die Bronzemedaille hinter der Italienerin Libania Grenot und Floria Gueï aus Frankreich. Zudem siegte sie mit der Staffel in 3:25,05 min vor Frankreich und Italien. Anschließend nahm sie erneut an den Olympischen Spielen in Rio de Janeiro teil, bei denen sie mit der Staffel in der Besetzung Eilidh Doyle, Onuora, Emily Diamond und Christine Ohuruogu im Finale in 3:25,88 min die Bronzemedaille hinter den Teams aus den Vereinigten Staaten und Jamaika gewann. Bei den IAAF World Relays 2017 wurde sie in der 4-mal-400-Meter-Staffel im Vorlauf eingesetzt, im Finale belegte das britische Team Platz 4. Im August schied sie bei den Weltmeisterschaften in London mit 52,58 s bereits im Vorlauf aus. 2018 trug sie durch ihren Einsatz im Vorlauf zum Gewinn der Bronzemedaille bei den Hallenweltmeisterschaften in Birmingham bei. Anschließend erfolgte ihre dritte Teilnahme an den Commonwealth Games im australischen Gold Coast, bei denen sie über 400 Meter bis in das Halbfinale gelangte, in dem sie mit 52,73 s ausschied. Mit der englischen Staffel klassierte sie sich in 3:27,21 min auf dem vierten Platz. Im August schied sie bei den Europameisterschaften in Berlin mit 51,77 s im Halbfinale aus und sicherte sich mit der Mannschaft in 3:27,40 min die Bronzemedaille hinter Polen und Frankreich.
2013 wurde Onuora Britische Meisterin im 200-Meter-Lauf sowie 2015 und 2018 über 400 Meter.

## Persönliche Bestleistungen
- 100 Meter: 11,18 s, 29. Mai 2011 in Zeulenroda
  - 60 Meter (Halle): 7,31 s, 29. Januar 2006 in Bratislava
- 200 Meter: 22,64 s, 31. Juli 2014 in Glasgow
  - 200 Meter (Halle): 24,21 s, 19. Januar 2008 in Sheffield
- 400 Meter: 50,87 s, 25. August 2015 in Peking
  - 400 Meter (Halle): 53,13 s, 17. Februar 2018 in Birmingham